# Protonthérapie

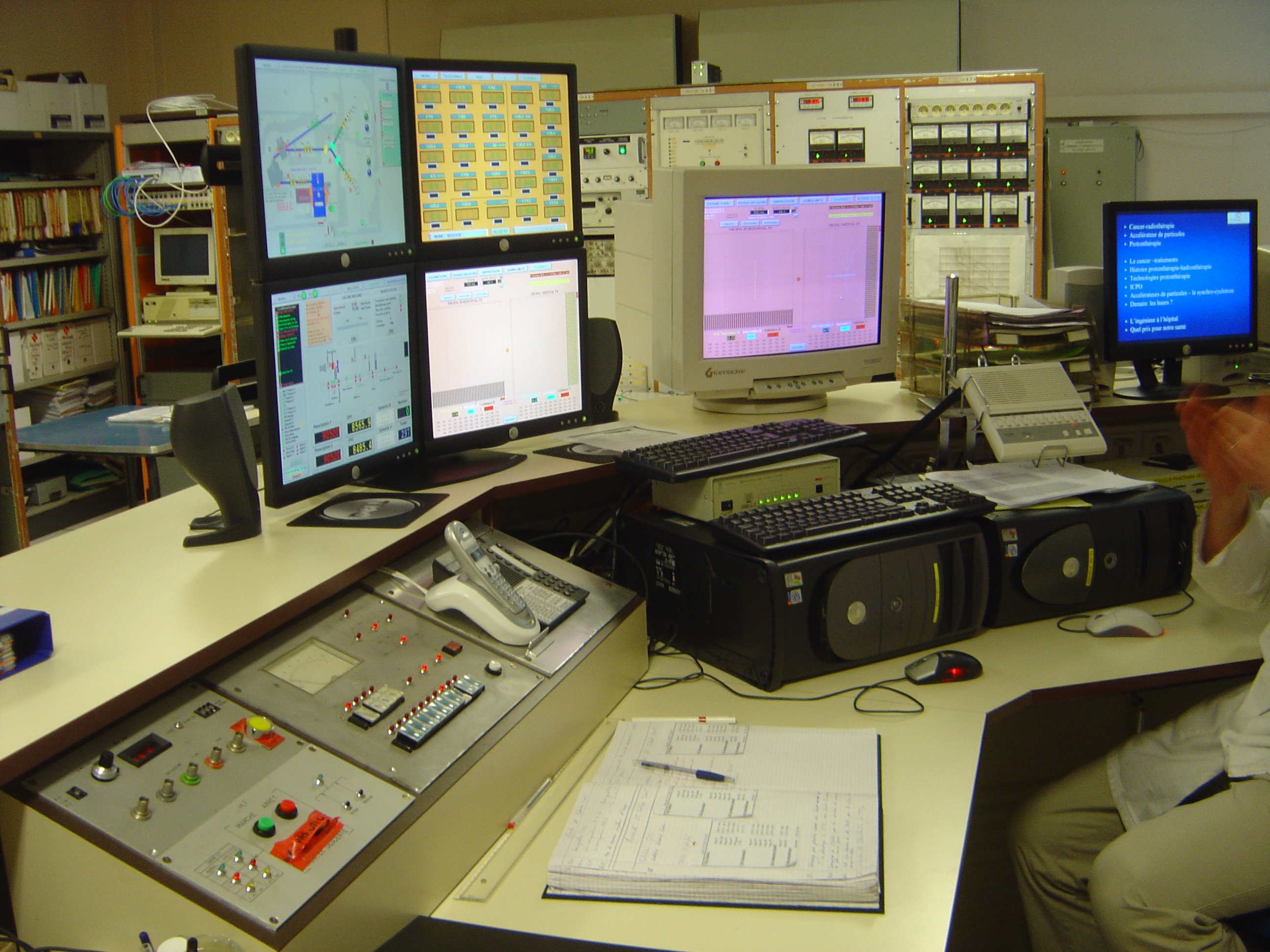
Le poste de contrôle du synchrocyclotron du centre de protonthérapie d'Orsay

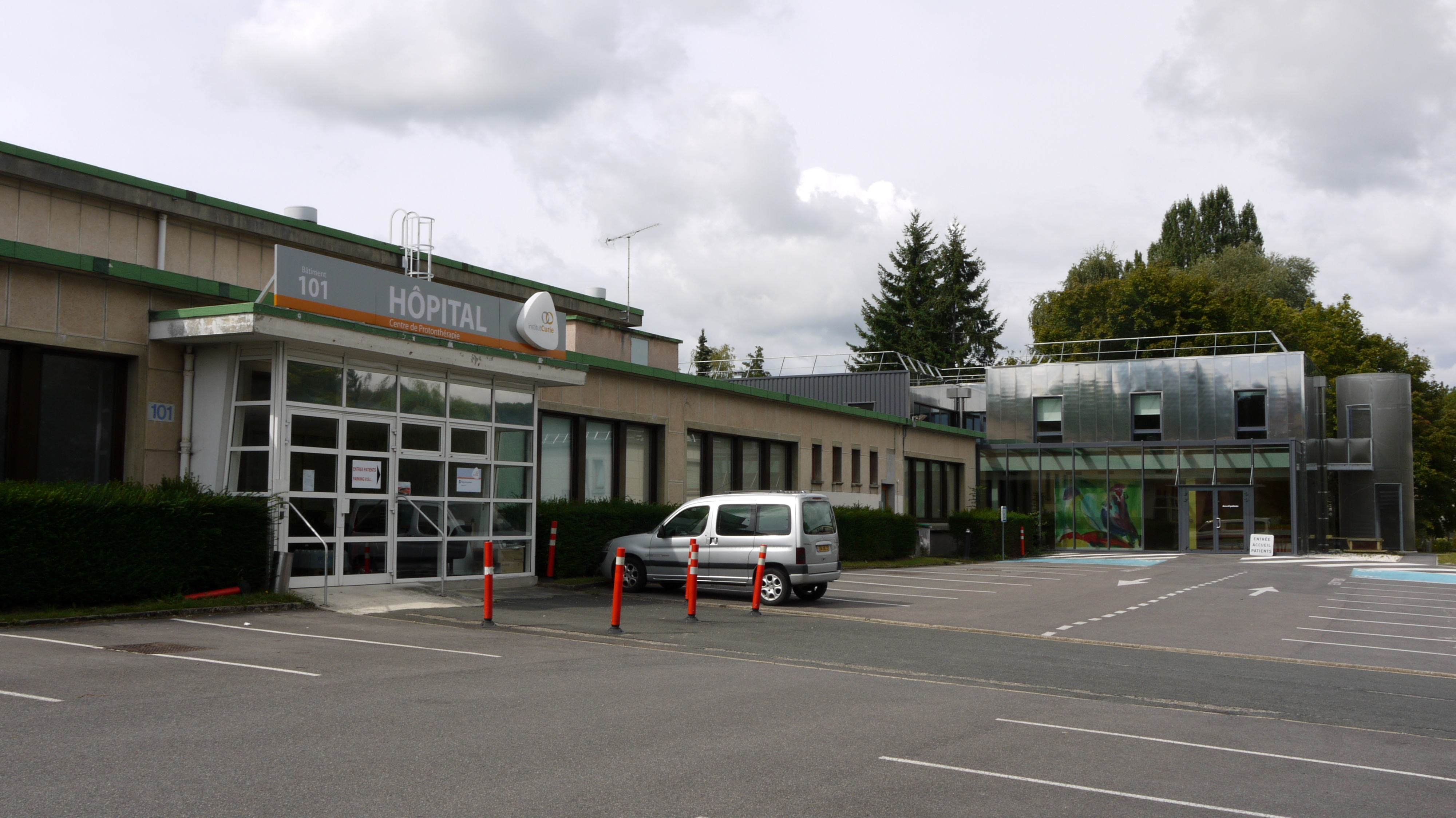
Le Centre de protonthérapie d'Orsay

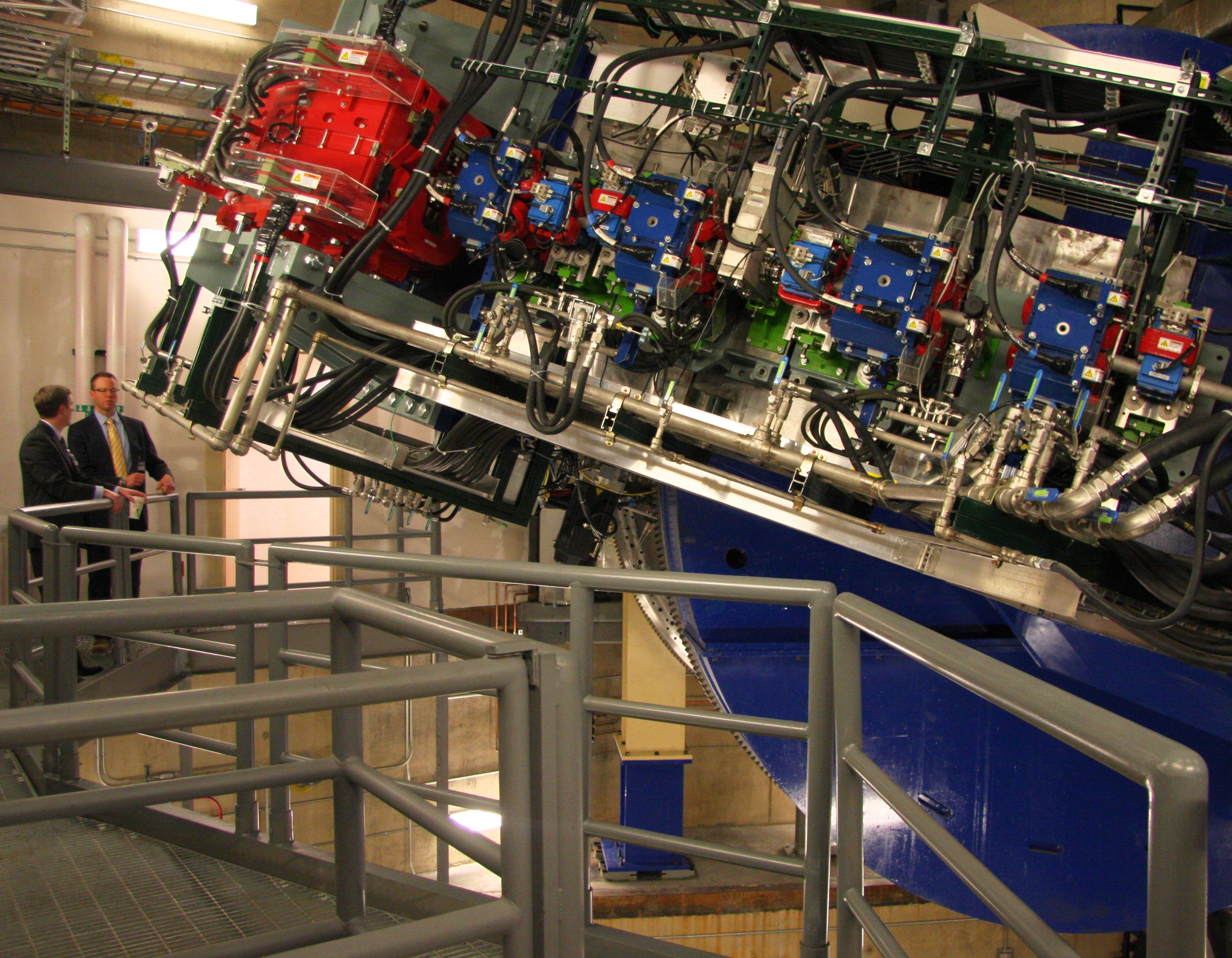
Protonthérapie synchrocyclotron en la Mayo Clinic, Rochester, Minnesota, États-Unis

La protonthérapie est une technique de radiothérapie visant à détruire les cellules cancéreuses en les irradiant avec un faisceau de particules. Contrairement à la radiothérapie « conventionnelle », elle focalise un faisceau de protons sur les lésions. À ce titre, c'est une branche de l'hadronthérapie qui regroupe les techniques de radiothérapie utilisant des ions légers à la place des photons.

## Développement de la technique
La protonthérapie représente un intérêt en raison de sa capacité à cibler précisément et à détruire les tumeurs à la fois à la surface mais également installées en profondeur dans le corps, en minimisant les dommages occasionnés aux tissus biologiques environnants. Elle est donc préférentiellement utilisée pour traiter certains types de tumeurs pour lesquelles la radiothérapie conventionnelle à base de photon (rayon X) endommagerait les tissus sains environnants et radiosensibles. Ceci est d'une importance particulière dans le cas de patients pédiatriques où les effets à long terme tels que le déclenchement de tumeurs secondaires provoquées par la dose totale de radiation dans le corps serait problématique. Du fait de la plus faible dose délivrée aux tissus sains, les protons ont des effets collatéraux moins sévères que la radiothérapie conventionnelle.
Historiquement, un domaine où la protonthérapie a eu très tôt des applications bénéfiques fut le traitement des mélanomes malins de la choroïde, un type de cancer de l'œil pour lequel le seul traitement connu était l'énucléation (extraction de l'œil). Aujourd'hui, la protonthérapie est l'une des techniques qui permet de traiter cette tumeur sans mutilation. La protonthérapie est utilisée sur les cancers qui ne se sont pas encore propagés.
La radiothérapie conventionnelle a fait de gros progrès ces dernières années grâce aux techniques de radiochirurgie. En conséquence, l’intérêt et l'usage de la protonthérapie se trouvent limités à certains cancers ou à certains patients tel que les enfants.

## Technique et fonctionnement
La protonthérapie, comme toutes les formes de radiothérapie, fonctionne en envoyant des particules énergétiques ionisantes (dans ce cas, des protons) dans la tumeur cible. Ces particules endommagent l'ADN des cellules jusqu'à finalement causer leur mort. Du fait de leur forte propension à la division cellulaire, et de leur aptitude réduite à la réparation des brins d'ADN endommagés, les cellules cancéreuses sont particulièrement vulnérables à cette attaque sur leur ADN.
Comme les protons se dispersent peu dans les tissus (il y a très peu de dispersion latérale), le faisceau de protons reste concentré sur la forme de la tumeur sans trop de dommages latéraux aux tissus environnants. Tous les protons d'une certaine énergie ont une certaine distance de pénétration; aucun proton n'accède au-delà de cette limite. De plus, la dose délivrée au tissu est maximale juste sur les derniers millimètres du parcours des protons, ce maximum est appelé pic de Bragg (voir pouvoir d'arrêt), du nom de William Henry Bragg qui découvrit le phénomène en 1903. Cette profondeur dépend de l'énergie à laquelle les particules ont été accélérées par l'accélérateur de proton, énergie qui peut être ajustée jusqu'au maximum des capacités de l'accélérateur. Il est de ce fait possible de concentrer la destruction des cellules par le faisceau de protons là où la tumeur est située. Les tissus situés sur le parcours des particules, en amont du pic de Bragg, recevront une dose modérée et les tissus situés après le pic de Bragg ne recevront rien.
La protonthérapie, cependant, nécessite de gros équipements. Par exemple, le centre de protonthérapie d'Orsay, en France, utilise un cyclotron de 240 tonnes. De tels équipements n'étaient à l'origine disponibles que dans les centres étudiant la physique des particules. Et dans le cas de l'installation d'Orsay, la machine de traitement fut convertie d'une utilisation de recherche en physique vers une utilisation médicale.
De nos jours, il y a plusieurs centres dédiés à la protonthérapie en fonctionnement ou en construction en Amérique du Nord, Europe, Asie et Afrique du Sud. La thérapie par faisceau de protons a eu de remarquables succès dans le traitement de plusieurs types de cancers, incluant les tumeurs du cerveau et celles de la colonne vertébrale, aussi bien que celles de la prostate. Certains chercheurs ont émis l'idée que les antiprotons pourraient être encore plus efficaces pour détruire les cellules cancéreuses que leurs opposés protons. Pour le moment, seuls des recherches préliminaires sur culture de cellules ont été menées,.

## Histoire
C'est avec l'émergence des premiers accélérateurs de particules dans les années 1920 qu'apparaît la possibilité de traiter des cellules cancéreuses grâce à des électrons mais également grâce à des particules plus lourdes telles que les protons ou les ions plus lourds. C'est en 1946 que Robert R. Wilson fut le premier à proposer l'usage de faisceaux de protons pour le traitement du cancer et c'est ainsi qu'en 1954, sous l'impulsion du physicien Ernest Orlando Lawrence et de son frère le médecin John H. Lawrence que le cyclotron du laboratoire de Berkeley fut utilisé pour traiter le premier patient par proton-thérapie. Les résultats de ce traitement ont dépassé toutes les attentes. Par la suite, L'Institut Gustav Werner à Uppsala en Suède fut le premier à intégrer le pic de Bragg et les concepts proposés par Robert Wilson dans les études de protonthérapie. Un cyclotron de 185 MeV a été utilisé pour traiter le premier groupe de patients entre la fin des années 1950 et le début des années 1960 avec Lars Leksel. Le début de l’ère de proton-thérapie en oncologie a eu lieu en Russie en 1967 à Doubna à l'Institut de recherche nucléaire et à Moscou à l'Institut de Physiques théorique et expérimentale. Depuis 1975, à l’institut de Physique nucléaire à Leningrad en Union Soviétique les patients ont bénéficié le traitement des différents types d'adénomes hypophysaires et des malformations vasculaires cérébrales. Le traitement a été réalisé par l’énergie des protons MeV sur la base de synchrocyclotron. L'idée d'utiliser des ions plus lourds, aussi appelés hadrons, naît rapidement dans l'esprit des physiciens et en 1957 le laboratoire de Berkeley utilise des faisceaux d'ions hélium pour traiter des patients puis des faisceaux d'ions carbone dès 1975. Toutefois ces pionniers de l'hadronthérapie ne seront réellement suivis par une recherche plus approfondie que vingt années plus tard. En 2010, une cinquantaine de centres de proton-thérapie sont ouverts dans le monde, le plus grand nombre aux États-Unis, au Japon et en Europe. Aujourd'hui, ingénieurs et scientifiques travaillent sur plusieurs améliorations notamment dans l'acquisition de faisceaux d'ions et de protons plus performants et précis à travers l'accélération par pression de rayonnement avec de très fines couches de plasma.